# キース・キスト
キース・キスト（Kees Kist、1952年8月7日 - ）は、オランダ・オーファーアイセル州ステーンワイク出身の元同国代表サッカー選手でありサッカー指導者。ポジションはFW。現在はデ・テレグラーフのレポーターを務める。

## 経歴
キストはSCヘーレンフェーンでキャリアをスタートさせた。ヘーレンフェーンにはすでに甥のセースとトゥーンがプレーしていた。ヘーレンフェーンを退団後、AZアルクマールに移籍した。AZではストライカーとして活躍し、AZにおける公式戦歴代最多得点記録を持つ。1976-77シーズンから1981-82シーズンにはオランダ3強に次ぐ4位の位置を4シーズンも達成する原動力になった。1980-81シーズン、オーストリア人FWクルト・ヴェルツルやオランダ人FWピール・トルらと共にAZの初のリーグ優勝に貢献した。キストはオランダ屈指のストライカーでもある。1978-79シーズンにはエールディヴィジにて34得点を挙げ、オランダ人とした史上初めてヨーロッパ・ゴールデンシューを獲得した。
1982年夏、パリ・サンジェルマンFCに移籍した。1シーズンのみの在籍だったが、34試合で12得点を挙げた。翌シーズンは同じくフランスのFCミュルーズに移籍し、10得点を記録。フランスでも高い得点力を持つことを証明した。その後はオランダに帰還し、1987年にSCヘーレンフェーンにて現役を引退した。また、キストはエールディヴィジで通算212ゴールを記録している。

## タイトル

### クラブ
AZ
- エールディヴィジ : 1回 (1980-81)
- KNVBカップ : 3回 (1977-78, 1980-81, 1981-82)

 パリ・サンジェルマン
- クープ・ドゥ・フランス : 1回 (1982-83)

### 個人
- エールディヴィジ得点王 : 2回 (1978-79, 1979-80)
- ヨーロッパ・ゴールデンシュー : 1回 (1978-79)